# Aguemoune n'Ath Amar
Pour les articles homonymes, voir Nath (homonymie) et Amar.
 (août 2008).
Si vous disposez d'ouvrages ou d'articles de référence ou si vous connaissez des sites web de qualité traitant du thème abordé ici, merci de compléter l'article en donnant les références utiles à sa vérifiabilité et en les liant à la section « Notes et références ».
Aguemoune n'Ath Amar est un village algérien situé à 3 km de Fort-Tawrirth (commune de Taourit Ighil, Daira d'Adekar, Wilaya de Béjaïa).
Le village d'Aguemoune Nath Amar dispose d'atouts climatiques et touristiques.
Ses produits agricoles jadis très réputés en Méditerranée reviennent grâce à la sauvegarde d'un savoir-faire qui a failli disparaitre à jamais. L'huile d'olive a un goût et un parfum très recherché. Les figues séchées sont un véritable régal notamment en hiver lorsque l'épaisse couche de neige empêche tout déplacement.
Niché à une altitude de 800 m, entre les parcs nationaux de l'Akfadou vers le Djurdjura et le parc national de Gouraya vers la Méditerranée, les tempêtes de neige ne pardonnent pas.
Récemment[Quand ?], les citoyens d'Aguemoune Nath Amar ainsi de quelques villages voisins voit Aït Idir, et Cherfa se sont mobilisés contre les dirigeants de la commune pour demander un plan de développement.